# Luftverkehrabgabe
Eine Luftverkehrabgabe (auch Luftverkehrsteuer oder Ticketsteuer) ist eine gesetzlich geregelte Verkehrsteuer für die Luftfahrt.

## Allgemeines
In Deutschland wird im Steuerrecht, vor allem in der Amtssprache und in der Finanzwissenschaft, traditionell das Fugen-s weggelassen (Körperschaftsteuer, Verbrauchsteuer, Aufwandsteuer); in Österreich und der Schweiz dagegen meist verwendet. Luftverkehrsabgabe oder Luftverkehrssteuer gehören deshalb zur Umgangssprache.

## Deutschland
In Deutschland gibt es seit dem 1. Januar 2011 eine bundesgesetzlich geregelte Luftverkehrabgabe, die beim Abflug eines Fluggastes von einem inländischen Flugplatz von der Zollverwaltung erhoben wird und dem Bund als Bundessteuer zufließt. Die gesetzliche Grundlage dazu ist das Luftverkehrsteuergesetz (LuftVStG) vom 9. Dezember 2010.

### Rechtsgrundlage
Die Luftverkehrabgabe knüpft im Luftverkehr gemäß § 1 LuftVStG an inländische Abflüge von Passagierflügen an und ähnelt den Aufwandsteuern. Verfassungsrechtlich ist sie jedoch weder eine Aufwand- noch eine Rechtsverkehrsteuer, sondern eine sonstige, auf motorisierte Verkehrsmittel bezogene Verkehrsteuer nach Art. 106 Abs. 1 Nr. 3 GG.

### Steuersatz und Steuergegenstand

Zielländer sortiert nach:
„Kurzstrecke“ (Distanzklasse 1 gem. § 11 LuftVStG)
„Mittelstrecke“ (Distanzklasse 2 gem. § 11 LuftVStG)
„Langstrecke“ (Distanzklasse 3 – übrige Länder)

Die Höhe der Abgabe richtet sich grob nach der Flugstrecke zwischen Deutschland und dem Zielland. In welche von drei möglichen Distanzklassen ein Zielland fällt, ist in den Anlagen 1 und 2 des LuftVStG geregelt. Die niedrigste Abgabe fällt für Flüge in Länder an, die in Anlage 1 aufgeführt sind – diese werden in der Presse oft als Kurzstrecke bezeichnet, obwohl z. B. auch Flüge in den östlichsten Teil Russlands oder auf die Kanarischen Inseln in diese Kategorie fallen. Die nächsthöhere Abgabe ist für Flüge in Länder fällig, die in Anlage 2 aufgeführt sind – auch als Mittelstrecke bezeichnet. Für Flüge in alle anderen Länder fällt die höchste Abgabe an.
Sie beträgt seit dem 1. Mai 2024 pro Fluggast
- 15,53 Euro für Flüge in Länder der Anlage 1
- 39,34 Euro für Flüge in Länder der Anlage 2
- 70,83 Euro für alle anderen Flüge.

Steuergegenstand ist der Rechtsvorgang (z. B. Reisevertrag, Beförderungsvertrag oder Schenkung), der zum Abflug von einem inländischen Startort zu einem Zielort im In- oder Ausland berechtigt. Die Berechtigung kann auch für mehrere Flüge gelten, das ist zum Beispiel oft bei inländischen Zubringerflügen der Fall. Die Höhe der Steuer bemisst sich, auch bei Zwischenlandungen, nach dem eigentlichen Zielort, sofern die Flüge in einem einheitlichen Rechtsvorgang zusammengefasst sind (durchgehendes Ticket). Ankünfte aus dem Ausland sind nicht steuerpflichtig.
Sport- und Privatflieger sind von der Luftverkehrabgabe nicht betroffen. Von der Besteuerung ausgenommen sind außerdem Fluggäste, die das zweite Lebensjahr noch nicht vollendet haben – sofern ohne eigenen Sitzplatz –, sowie Flüge zu rein hoheitlichen, militärischen oder medizinischen Zwecken. Nicht besteuert werden auch Flüge von Fluggästen, die ihren Hauptwohnsitz auf einer inländischen Insel ohne Festlandanschluss haben, zwischen dieser Insel und dem inländischen Festland. Unversteuert bleiben außerdem Flugpersonal im Dienst und Wege, die als sogenannte „ground transportation“ zurückgelegt werden (d. h. mit Bahn und Bus).
Wenn die staatlichen Gesamteinnahmen aus der Luftverkehrsteuer höher als 2,33 Milliarden Euro sind, muss das Bundesfinanzministerium im nächsten Jahr die Steuersätze um den Prozentsatz verringern, um den die Einnahmen über dieser Grenze lagen.

### Einzelregelungen
Die Steuerpflicht entsteht nur bei tatsächlichem Abflug der Fluggastes, nicht bei gebuchten und nicht genutzten Flugtickets (no-show). Steuerfrei ist damit auch die absichtliche Buchung von leeren Plätzen, wie auch bei einer Garantie eines freien Mittelsitzes.
Umsteigeverbindungen im Rahmen einer einheitlichen Flugbuchung werden zusammengefasst betrachtet. Dann sind Inlandsflüge und Abflüge ins Ausland steuerfrei, wenn sie zusammen mit einem Zubringerflug aus dem Ausland gebucht worden sind. Bei Flügen aus Deutschland mit Umstiegen oder Zwischenlandung im In- oder Ausland ist das letzte gebuchte Ziel maßgeblich und nicht der Ort der Zwischenlandung. Ein innerdeutscher Zubringerflug bleibt dann im Ergebnis steuerfrei. Anders ist es bei getrennter Buchung von Flugstrecken oder Unterbrechungen von mehr als 12 bzw. 24 Stunden, dann werden die Flüge getrennt besteuert.
Besteuert werden nur Flüge zwischen Flugplätzen; Rettungsflüge mit Hubschraubern sind bereits dadurch steuerfrei.

### Steueraufkommen
Im Jahr 2018 wurden rund 95,7 Millionen Passagiere befördert, für die Fluggesellschaften die Abgabe entrichten mussten. Diese Passagierzahl ist seit der Einführung der Abgabe im Jahr 2011 um 28 % gestiegen – damals lag sie bei rund 74,6 Millionen. Am häufigsten wird die Abgabe aufgrund von Flügen in der Distanzklasse 1 abgeführt. Im Jahr 2018 entfielen 82,6 % aller Zahlungen auf diese Klasse. Im Jahr 2011 waren es mit 84,7 % nur unwesentlich mehr.
Insgesamt belief sich das Steueraufkommen im Jahr 2018 auf rund 1,2 Milliarden Euro. 2011 betrug es noch ca. 963 Millionen Euro. Für das Jahr 2018 hat das Statistische Bundesamt folgende Statistiken zur Luftverkehrabgabe veröffentlicht:
| Distanz- klasse | beförderte Fluggäste | Anteil  | Luftverkehr- steuer (Euro) | Anteil  |
| --------------- | -------------------- | ------- | -------------------------- | ------- |
| 1               | 79.036.913           | 82,6 %  | 589.615.371                | 49,4 %  |
| 2               | 4.817.841            | 5,0 %   | 112.303.874                | 9,4 %   |
| 3               | 11.696.526           | 12,2 %  | 490.903.196                | 41,1 %  |
| Rest            | 138.454              | 0,1 %   | 206.296                    | < 0,1 % |
| Gesamt          | 95.689.734           | 100,0 % | 1.193.028.737              | 100,0 % |

### Entstehung und Entwicklung
Die Luftverkehrabgabe wurde im Juni 2010 vom Kabinett Merkel II im Sparpaket der Deutschen Bundesregierung 2010 beschlossen, um zusätzliche Staatseinnahmen für den deutschen Staat zu generieren und um die steuerliche Besserbehandlung des Luftverkehrs (alle anderen Verkehrsträger zahlen Energiesteuer (früher: Mineralölsteuer)) zu verringern. Die Luftverkehrsabgabe hat die IATA-Steuer-Kennung OY (Beispiel: „EUR 7.50 OY“ weist auf 7,50 Euro Luftverkehrabgabe hin.)
In den Jahren zuvor hatte es immer wieder die Forderung nach der Einführung einer Luftverkehrabgabe gegeben. Zunächst diskutierte die Bundesregierung die Einführung einer echten Lenkungsabgabe, die anhand von Umweltfolgen des Luftverkehrs wie Lärm und Energieverbrauch eine Lenkungswirkung entfalten sollte. Es war aber ohnehin schon geplant, den Luftverkehr in Phase II des EU-Emissionshandels einzubeziehen. Die Regierung fürchtete, dass sich die Fluggesellschaften durch den Kauf von Emissionszertifikaten von der Abgabe befreien könnten, und hielt eine Festsetzung anhand von Emissionen für nicht umsetzbar. Daher setzte sie ab Juni 2010 eine an der Zahl der Fluggäste und Flugstrecke bemessene Steuer mit vorwiegend fiskalischen Zielen um. Diese Steuer wird aber weiter oft als „Luftverkehrsabgabe“ bezeichnet.
Das Land Rheinland-Pfalz, das sich um seinen Regionalflughafen Frankfurt-Hahn sorgte, gab beim Berliner Staats- und Umweltrechtler Michael Kloepfer ein Gutachten in Auftrag; demzufolge verstoße die geplante Steuerbefreiung von Frachtflügen als unerlaubte Beihilfe gegen europäisches Recht. Germanwings gab beispielsweise an, seit 10. Januar 2011 wegen der Luftverkehrsabgabe nicht mehr von Zweibrücken nach Berlin zu fliegen. Rheinland-Pfalz reichte gegen die Luftverkehrsteuer eine Klage beim Bundesverfassungsgericht ein; am 5. November 2014 erklärte das Bundesverfassungsgericht die Steuer für mit dem Grundgesetz vereinbar und wies die Klage ab. Das Gesetz verstoße nicht gegen das Gleichheitsgebot, indem es Fracht- und privaten Flugverkehr nicht erfasse, es diene der Finanzierung der Staatsfinanzen und biete eine Lenkungswirkung für umweltgerechtes Verhalten.
Am 19. März 2013 wurde beim Deutschen Bundestag eine Petition zur Abschaffung der Luftverkehrsteuer eingereicht. 50.000 Unterschriften waren notwendig, mit 92.842 Unterzeichnern wurde das Quorum erreicht. Der Deutsche Bundestag beschloss am 25. September 2014, das Petitionsverfahren abzuschließen, weil dem Anliegen überwiegend nicht entsprochen werden könne. Er verwies auf das steigende Passagieraufkommen und darauf, dass weniger stark steigende Passagierzahlen in Zeiten schwächeren Wirtschaftswachstums fielen. Gutachten hätten zudem keine massiven Ausweichbewegungen und Wettbewerbsverzerrungen belegt.
| Distanzklasse | 1     | 2     | 3     |
| ------------- | ----- | ----- | ----- |
| ab 1.5.2024   | 15,53 | 39,34 | 70,83 |
| ab 1.1.2024   | 12,48 | 31,61 | 56,91 |
| ab 2023       | 12,73 | 32,25 | 58,06 |
| ab 2022       | 12,77 | 32,35 | 58,23 |
| ab 2021       | 12,88 | 32,62 | 58,73 |
| ab 1.4.2020   | 12,90 | 32,67 | 58,82 |
| ab 2020       | 7,37  | 23,01 | 41,43 |
| ab 2019       | 7,38  | 23,05 | 41,49 |
| ab 2017       | 7,47  | 23,32 | 41,99 |
| ab 2016       | 7,38  | 23,05 | 41,49 |
| ab 2012       | 7,50  | 23,43 | 42,18 |
| ab 2011       | 8,00  | 25,00 | 45,00 |

Das Steueraufkommen betrug 2011 959 Mio. Euro; eine Milliarde Euro waren prognostiziert worden. Nach Angaben des Bundesfinanzministeriums kam es durch die Steuer zu einer Nachfragedämpfung von bis zu 2 Mio. Passagieren (rund 1,1 % des Passagieraufkommens). Sie habe sich vorrangig auf Flughäfen mit einem hohen Low-Cost-Anteil sowie auf Regionalflughäfen niedergeschlagen. Gleichzeitig sei durch diesen Dämpfungseffekt eine Reduzierung der CO2-Emissionen erfolgt, somit die externen Kosten für die vom deutschen Luftverkehr ausgehenden Umweltbelastungen vermindert worden.
Das Bundesfinanzministerium machte seit Einführung der Luftverkehrsteuer regelmäßig von der bis 2024 bestehenden Möglichkeit Gebrauch, die Steuersätze zu senken, wenn der Luftfahrt aus Luftverkehrabgabe und Teilnahme am europäischen Emissionshandel mehr als 1,75 Mrd. Euro Kosten entstehen (bis 2020: 1 Mrd.). Dies geschah erstmals mit der Einbeziehung des Flugverkehrs in Phase II des EU-Emissionshandels 2012.
Im Rahmen des Klimapakets wurde im Herbst 2019 eine Erhöhung der Sätze ab 1. April 2020 beschlossen mit dem Ziel, Anreize für umweltgerechtes Verkehrsverhalten zu setzen. Mit Mehreinnahmen von knapp über 500 Millionen Euro sollen die entfallenden Einnahmen der Mehrwertsteuersenkung für Bahnfernreisen kompensiert werden.
Mit dem Zweiten Haushaltsfinanzierungsgesetz 2024 wurden die Sätze der Luftverkehrsteuer zum 1. Mai 2024 zu erhöht.

### Wirkungen und Beurteilung

#### Wettbewerbswirkungen
Das Umweltbundesamt beziffert die Steuerbegünstigungen des Luftverkehrs mit über 11,8 Milliarden Euro im Jahre 2012, vor allem wegen Befreiung von der Energiesteuer auf Kerosin – 7,083 Milliarden Euro – und der Befreiung von der Mehrwertsteuer auf Auslandstickets – 4,763 Milliarden Euro (→ Umweltschädliche Subventionen). Dies stellt eine steuerliche Ungleichbehandlung dar, verzerrt den Wettbewerb zwischen den Verkehrsträgern und verursacht hohe Umweltbelastungen. Das Umweltbundesamt bezeichnet die Luftverkehrsteuer als ersten Schritt zur Angleichung der Wettbewerbsbedingungen. Der Verkehrsclub Deutschland sieht in der Ticketsteuer einen Schritt in die richtige Richtung für mehr Kostenwahrheit im Verkehr.
Eine Studie des Düsseldorfer Instituts für Wettbewerbsökonomie bescheinigt der Luftverkehrsteuer, dass sie – sofern sie externe Kosten internalisiert – zwar Wettbewerbsverzerrungen beseitigt, andererseits aber auch Wettbewerbsverzerrungen zu Lasten deutscher grenznaher und Drehkreuz-Flughäfen bewirken kann. Wettbewerbsnachteile für bestimmte Fluglinien sieht sie als wenig relevant.
Der Sachverständigenrat für Umweltfragen betonte 2017 in einem Sondergutachten die Notwendigkeit von Strategien zu Vermeidung und Verlagerung auf andere Verkehrsträger. Er schlug u. a. vor, die Luftverkehrabgabe nach Klimawirkung zu differenzieren und langfristig steigen zu lassen, die Deckelung auf 1 Mrd. Euro aus Luftverkehrabgabe und Emissionshandel sollte abgeschafft werden.

#### Fluggastzahlen und Umweltwirkungen
Die Fluggastzahl stieg im Jahr 2011 um 4,8 % auf 199,6 Millionen. Laut einem Gutachten im Auftrag des Bundesfinanzministeriums wären ohne die Luftverkehrsabgabe 1,4–2 Millionen Passagiere mehr ab und nach Deutschland geflogen. Der Bundesverband der Deutschen Luftverkehrswirtschaft geht nach Intraplan-Gutachten davon aus, dass fünf Millionen Passagiere im Jahr 2011 in Deutschland gefehlt hätten. Sie seien vor allen Dingen in Nachbarländer ausgewichen, wo keine Abgabe erhoben wurde. Einem Steueraufkommen von etwa einer Milliarde Euro seien entgangene Einnahmen von rund 600 Millionen Euro gegenübergestanden.
Das Deutsche Steuerzahlerinstitut wies auf den grundsätzliche Konflikt zwischen Umwelt- und fiskalischen Zielen hin. Wenn eine Lenkungsabgabe greift und die Nachfrage senkt, sinken tendenziell auch die Einnahmen. Es kritisiert, dass die Luftverkehrsteuer weder aus fiskalischen Gründen noch aus umwelt- bzw. klimapolitischen Gesichtspunkten zu rechtfertigen sei. Sie würde das Steuerrecht komplizieren und sei mit einer gerechten und gleichmäßigen Steuerlastverteilung unvereinbar.
Von einigen Nichtregierungsorganisationen eingeholte Gutachten der TU Chemnitz kommen zu dem Schluss, dass sich eine Abwanderung von Fluggästen oder ein Nachfragerückgang nicht feststellen lasse. Langfristige strukturelle Trends zu größeren Flughäfen und weg von Billigfluggesellschaften würden beobachtete Veränderungen der Passagierzahlen besser erklären.
Das Umweltbundesamt nannte 2016 in einer Untersuchung zur Umsetzung des Energiekonzeptes der Bundesregierung das Instrument der Luftverkehrabgabe als dasjenige, das im Bereich der Flugreisen bisher positiv gewirkt und den Anstieg des Verkehrsaufkommen gebremst habe. Dennoch seien die Anreize zur Vermeidung von Flügen zu schwach und der Luftverkehr werde immer noch steuerlich bevorzugt. Es schlug die Aufhebung der Deckelung auf 1 Mrd. Euro und eine regelmäßige Erhöhung der Steuersätze vor. Eine Staffelung der Steuersätze nach Flugzeugen könnte auf den Einsatz weniger lärm- und emissionsintensiver Luftfahrzeuge hinwirken.
Die Bundesregierung verwies 2019 in einer Antwort auf eine kleine Anfrage der FDP-Bundestagsfraktion auf die 2011, kurz nach Einführung der Steuer, geschätzten Dämpfungeffekte. Aktuelle Erkenntnisse zum klimapolitischen Effekt von Luftverkehrsteuerern lägen ihr nicht vor, es sei unklar „zu welchen Verlagerungseffekten zwischen den Verkehrsträgern Schiene, Straße und Luftverkehr eine Anhebung der Luftverkehrsteuer führen würde“. Der tourismuspolitische Sprecher der FDP kritisierte vor diesem Hintergrund den Plan der CDU, die Ticketsteuer auf Inlandsflüge zu verdoppeln.
Durch die einheitlichen Abgabensätze in allen Buchungsklassen bewirkt die Luftverkehrabgabe keinen Anreiz zur Buchung von Plätzen mit geringerem Platzbedarf und damit niedrigeren Schadstoffemissionen je Fluggast. Eine Staffelung nach Buchungsklasse könnte sozialen und ökologischen eher gerecht werden.
Leere Plätze im Flugzeug sind ebenfalls steuerbefreit. Durch den einheitlichen Satz für alle Kurz- und Mittelstreckenflüge in Europa gibt es keinen Anreiz für kürzere Flugstrecken durch Wahl eines anderen Reiseziels oder eines näher zum Reiseziel gelegenen Abflughafens. Verlängerte Flugstrecken durch Umwege über Umsteigeflughäfen wirken sich ebenfalls nicht aus.

## Andere EU-Länder

Luftverkehrabgaben in Europa.
Hat Luftverkehrabgaben
Wird Luftverkehrabgabe einführen
Keine Luftverkehrabgaben, unterstützt aber EU-weite Luftverkehrabgaben
Keine Luftverkehrabgaben mehr
Keine Luftverkehrabgaben

In der Europäischen Union leben ungefähr 235 Mio. Menschen, also fast die Hälfte der Bevölkerung, in einem Land, das eine Form von Luftverkehrabgabe erhebt. Generell wird die Höhe der Abgaben als zu gering eingeschätzt, um technische Innovationen zu stimulieren. Sie können aber die Nachfrage dämpfen, und so die umweltschädlichen Folgen des Luftverkehrs mindern. Auch gleichen sie teilweise Wettbewerbsvorteile aus, die durch Steuerbefreiungen des Luftverkehrs zulasten anderer Transportmittel entstehen.

### Österreich

Österreichische Flugsteuerkategorien:
Kategorie 1: 3,50 Euro
Kategorie 2: 7,50 Euro
Kategorie 3: 17,50 Euro

In Österreich wurde im April 2011 mit dem Flugabgabegesetz (FlugAbgG) ein zur deutschen Luftverkehrsteuer ähnliches System eingeführt. Die Gebühren für Kurz- und Mittelstreckenflüge wurden 2013 von 8 Euro auf 7 Euro, beziehungsweise von 20 Euro auf 15 Euro gesenkt und 2018 noch einmal halbiert. Seit dem 1. September 2020 beträgt die Flugabgabe im Regelfall 12 Euro je Fluggast, bei Entfernungen unter 350 km 30 Euro.
Zur ersten Ländergruppe gehören u. a. Ägypten und ganz Russland. Die Wirkungen der Flugabgabe wurden 2012 evaluiert. Das Passagieraufkommen ist seit Einführung der Flugabgabe im Rahmen der Prognosen gewachsen, für eine Dämpfung des Wachstums durch die Abgabe gibt es nur schwache Anzeichen. Negative Auswirkungen auf den Wirtschaftsstandort Österreich sind unwahrscheinlich, leicht negative aber nicht ausgeschlossen. Die Evaluierung stuft die Abgabe als nicht-wettbewerbsverzerrend ein. Allerdings ist die Abgabe auch nicht hoch genug, um bestehende Wettbewerbsverzerrungen zu Lasten von Straße und Schiene zu beheben. Um eine bessere ökologische Lenkungswirkung zu entfalten, müsste die Steuer weiterentwickelt werden, zum Beispiel stärker nach Entfernungen differenzieren. Daran anknüpfende, 2014 veröffentlichte Folgeuntersuchung konnte keine Anzeichen für eine Dämpfung des Passagieraufkommens feststellen.
Die Luftverkehrsbranche hatte mit zahlreichen Studien argumentiert, wonach den österreichischen Flughäfen Passagiere etwa nach Bratislava abhanden kämen. Laut Flughafen Wien betrug der Verlust an Fluggästen 1 Mio. im Jahr, so dass die entgangenen Erlöse für den Österreichischen Fiskus und die Sozialkassen höher seien, als die Erlöse durch die Steuer. Zu Beginn des Jahres 2018 wurde die Abgabe halbiert. Die Grünen wiesen darauf hin, dass die Maßnahme aus Sicht des Klimaschutzes kontraproduktiv sei.
Das Regierungsprogramm der Bundesregierung Kurz II sieht eine Vereinheitlichung der Flugticketabgabe auf 12 Euro pro Flugticket vor. Außerdem will sich die Koalition „auf europäischer Ebene und in den globalen Gremien für eine mit anderen Treibstoffen in Relation stehende Besteuerung von Kerosin“ einsetzen. Die Neustrukturierung der Flugabgabe wurde von mehreren Seiten kritisiert. Die Steuerbefreiung von Kerosin und die fehlende Umsatzsteuer auf Flugtickets bedeuten laut einer EU-Studie rund 70 Milliarden Euro Ersparnis europaweit pro Jahr für Fluglinien und Passagiere. Die teilweise Erhöhung der österreichischen Flugabgabe bringe zwischen 80 und 130 Millionen Euro. Es gäbe dadurch keine effiziente Lenkungswirkung. Die Billigairlines – EasyJet, Ryanair und Wizz Air – kritisierten, dass durch die einheitliche Abgabe kein Anreiz Richtung Kerosineinsparung gegeben sei.

### Belgien
Belgien nahm 2024 mit einer Steuer auf Flugtickets mehr als 42,3 Millionen Euro ein.

### Dänemark
Dänemark führte im Jahr 2005 eine Luftverkehrsteuer ein. Zwar stiegen auch 2005 die Passagierzahlen in Dänemark an. Dennoch wurde nach wenigen Monaten, im November 2005, die Halbierung der Abgabe für 2006 und ihre Abschaffung für 2007 beschlossen, weil viele Passagiere auf die schwedischen Flughäfen Malmö und Göteborg auswichen.

### Frankreich
Frankreich erhebt seit Juli 2006 eine Luftverkehrsteuer (Taxe de solidarité sur les billets d’avion). Diese betrug 2019 in der Economy class zu Zielen innerhalb der Europäischen Union 1,13 Euro und Zielen außerhalb der Europäischen Union 4,51 Euro. Für Flüge in den weiteren Beförderungsklassen (business class, first class) betrug die Steuer mit 11,27 Euro bzw. 45,07 Euro knapp das Zehnfache. Mit dem Aufkommen wird Hilfe für Entwicklungsländer finanziert, besonders im Gesundheitswesen.
Im Juli 2019 wurde von Verkehrsministerin Élisabeth Borne bekanntgegeben, dass Frankreich ab Januar 2020 eine CO2-Steuer für Flugtickets einheben wird. Die Tarife werden nach Klasse und Flugziel gestaffelt, von 1,50 Euro bis 18 Euro je Ticket. Der Höchstbetrag wird für Businesstarife der Langstrecke eingehoben. Die Steuer gilt für Flüge, die in Frankreich starten. Ausnahmen soll es für Umsteigeverbindungen sowie für Korsika und die französischen Überseegebiete geben. Die Einnahmen von geplant 180 Millionen Euro sollen der Bahn zugutekommen.

### Irland
Die im März 2009 in Irland eingeführte Luftverkehrsteuer (Air Travel Tax) betrug zunächst 2,00 Euro für alle Flüge innerhalb Irlands und für solche mit bis zu 300 km Entfernung vom Flughafen Dublin und 10,- Euro für alle übrigen Flüge. Am 1. März 2011 wurde eine einheitliche Steuer von 3,00 Euro für alle Flüge eingeführt.

### Italien
In Italien gibt es eine Abflugsteuer in Höhe von, Stand 2019, 6,57 Euro auf inländische Flüge, 12,69 Euro auf Abflüge in den Europäischen Wirtschaftsraum und 12,69 Euro zu anderen Zielen. Hinzu kommt eine pauschale Steuer von 7,07 Euro pro Passagier; ein Teil der Einnahmen dieser Steuer fließt den Kommunen zu, in denen die Flughäfen liegen. Außerdem fällt auf bestimmte Charterflüge je nach Entfernung eine Luxussteuer an in Höhe von 10 Euro (< 100 km), 100 Euro (< 1500 km) oder 200 Euro (weiter).

### Niederlande
In den Niederlanden wurde im Juli 2008 eine Luftverkehrsteuer eingeführt. Für europäische Flüge wurde eine Steuer von 11,- Euro und für Interkontinentalflüge von 40,- Euro erhoben. Weil Passagiere auf Düsseldorf, Weeze und Brüssel ausgewichen, die Passagierzahlen an den niederländischen Flughäfen um etwa 10 % zurückgegangen und wirtschaftliche Verluste für die Luftfahrtindustrie in einer geschätzten Höhe von 1,2 bis 1,3 Milliarden Euro entstanden waren, wurde die Steuer nach einem Jahr wieder abgeschafft. Inwieweit der Rückgang der Steuer, der Finanzkrise ab 2007 und auch langfristigen Trends zu Billigflügen und ausländischen Flughäfen zuzurechnen ist, ist ungeklärt.
Die Steuer wurde 2021 wieder eingeführt. Sie betrug 2023 pro abfliegendem Passagier 29,05 Euro. Transfers sind ausgenommen.

### Portugal
In Portugal wird eine Ticketsteuer in Höhe von 2 Euro erhoben.

### Schweden
Schweden führte 2018 eine Abgabe auf alle Flüge ein, die von schwedischen Flughäfen starten. Ausgenommen sind zwischenlandende Passagiere. Die Abgabe beträgt je nach Entfernung zwischen 5,80 Euro und 38,80 Euro. Die schwedische Regierung will mit der Maßnahme durch eine Begrenzung des Luftverkehrs die Umwelt schützen. Eine knappe Mehrheit der Schweden befürwortete laut einer Umfrage aus dem Jahr 2018 die Abgabe.

Schwedische Flugsteuerkategorien:
Kategorie 1: 62 Kronen
Kategorie 2: 260 Kronen
Kategorie 3: 416 Kronen

Ab 2020 wurden die schwedischen Luftverkehrsteuern für Passagiere je nach Zielort in drei Kategorien unterteilt:
- Kategorie 1 – Europa: 62 Schwedische Kronen
- Kategorie 2 – Russland, Zentralasien, die MENA-Region einschließlich Afghanistan und Pakistan, Kanada und die Vereinigten Staaten: 260 Schwedische Kronen
- Kategorie 3 – andere Länder: 416 Schwedische Kronen

## Nicht-EU-Länder
Außerhalb der Europäischen Union erhoben 2018 einige weitere Länder eine der Luftverkehrsteuer ähnliche Steuer: Australien (ca. 40 Euro pro Passagier), Norwegen (ca. 9 Euro pro Passagier), die USA (7,5 % auf Inlandsflüge, ca. 13 Euro sonst), Südafrika (ca. 9 Euro auf Flüge ins Ausland) oder die Philippinen (ca. 30 Euro).

### Schweiz
Mit der im Jahr 2020 beschlossenen Totalrevision des CO2-Gesetzes sollte eine Flugticketabgabe auf alle Abflüge aus der Schweiz eingeführt werden. Transfers und Flüge aus hoheitlichen oder zwingenden medizinischen Gründen waren ausgenommen. Die Höhe hätte vom Bundesrat so festgelegt werden müssen, dass sie zu Emissionsverminderungen führen und einen Beitrag zu den Zielen des Übereinkommens von Paris leisten würde, sie hätte sich zwischen 30 und 120 Franken bewegen müssen. Gegen das CO2-Gesetz wurde das Referendum ergriffen. Es wurde bei der Volksabstimmung vom 13. Juni 2021 mit rund 51,6 % abgelehnt.
Auf Flüge, die nicht von der Flugticketabgabe erfasst werden, zum Beispiel Frachtflüge, wäre eine Abgabe Allgemeine Luftfahrt erhoben worden, die, je nach Festlegung des Bundesrates, zwischen 500 und 3000 Franken liegt. Die Einnahmen aus den beiden Abgaben wären zu weniger als der Hälfte in den Schweizer Klimafonds, aus dem Klimaschutzmaßnahmen finanziert werden sollten, geflossen. Die übrigen Mittel wären an die Bevölkerung als gleichmässige Pro-Kopf-Rückerstattung und an Unternehmen in Abhängigkeit von der Lohnsumme ausgeschüttet worden.
Am 23. September 2021 wurden neun kantonale Standesinitiativen vom Nationalrat abgelehnt, welche eine Flugticketabgabe oder eine Besteuerung des Flugverkehrs (z. B. durch eine Kerosinsteuer; Anpassung des Abkommens über die Internationale Zivilluftfahrt) forderten. Eine bürgerliche Allianz, bestehend aus der SVP, der FDP und der Mehrheit der Mitte hatte zu diesem Resultat geführt. Sämtliche Standesinitiativen wurden bereits zuvor vom Ständerat abgelehnt.
Somit gibt es in der Schweiz nach wie vor keine Flugticketabgabe.

### Vereinigtes Königreich
Die im Vereinigten Königreich eingeführte Luftverkehrsteuer (Air Passenger Duty, oft kurz APD) wurde seit ihrer Einführung im Jahr 1994 bereits mehrmals erhöht. Neben der Entfernung war bis 2009 für die Höhe der Steuer auch die gebuchte Beförderungsklasse entscheidend:
| Alte Bewertung                       | bis Jan 2006 | Feb 2007 – Okt 2009 |
| ------------------------------------ | ------------ | ------------------- |
| Europäische Ziele, niedrigste Klasse | £5           | £10                 |
| Europäische Ziele, andere Klasse     | £10          | £20                 |
| Andere Ziele, niedrigste Klasse      | £20          | £40                 |
| Andere Ziele, andere Klasse          | £40          | £80                 |

Zwischen 2009 und 2013 wurde nicht nach der Beförderungsklasse differenziert. Es wurden Entferungsbereiche eingeführt, wobei seitdem als Entfernung die Distanz zwischen London und der Hauptstadt des Ziellandes gilt:
| Bereich                        | seit Nov 2009 | seit Nov 2010 | seit Apr 2012 |
| ------------------------------ | ------------- | ------------- | ------------- |
| Bereich A (0 – 2000 Meilen)    | £11           | £12           | £13           |
| Bereich B (2001 – 4000 Meilen) | £45           | £60           | £65           |
| Bereich C (4001 – 6000 Meilen) | £50           | £75           | £81           |
| Bereich D (über 6000 Meilen)   | £55           | £85           | £92           |

Seit 2013 wird die APD wieder zusätzlich nach der Beförderungsklasse differenziert. Die Bereiche wurden 2015 auf zwei reduziert, einen bis 2000 Meilen und einen darüber. Die APD betrug April 2023:
| Bereich                      | niedrigste verfügbare Klasse im Flugzeug | alle anderen Klassen | Allgemeine Luftfahrt über 20 t für weniger als 19 Passagiere |
| ---------------------------- | ---------------------------------------- | -------------------- | ------------------------------------------------------------ |
| Bereich A (0 – 2000 Meilen)  | £13                                      | £26                  | £78                                                          |
| Bereich D (über 2000 Meilen) | £84                                      | £185                 | £554                                                         |

Seit April 2023 gibt es wieder vier Bereiche, einen nationalen sowie drei internationale. Die APD wird ab April 2024 in folgender Höher erhoben:
| Bereich                        | niedrigste verfügbare Klasse im Flugzeug | alle anderen Klassen | Allgemeine Luftfahrt über 20 t für weniger als 19 Passagiere |
| ------------------------------ | ---------------------------------------- | -------------------- | ------------------------------------------------------------ |
| Inlandsflüge                   | £7                                       | £14                  | £78                                                          |
| Bereich A (0 – 2000 Meilen)    | £13                                      | £26                  | £78                                                          |
| Bereich B (2001 – 5500 Meilen) | £88                                      | £194                 | £581                                                         |
| Bereich C (über 5500 Meilen)   | £92                                      | £202                 | £607                                                         |